# Antonio Moreno del Villar
Antonio Moreno del Villar   (Arcos de la Frontera, 9 de novembre de 1827 - Madrid, 11 de gener de 1894) fou un militar espanyol.
Ingressà com a cadet el 1844, essent promogut a alferes de cavalleria el 1849. El 1850 demanà el passi a Cuba amb el grau de tinent, i allí prengué part en la campanya seguida contra Narciso López i d'altres. El 1854 fou ascendit a capità en recompensa d'haver capturat amb només tres soldats un vaixell negrer que conduïa 600 esclaus des d'Àfrica.
El 1859 retornà a la Península, sent destinat al regiment de Borbó, i el 1860 incorporat a l'exèrcit d'Àfrica, d'eon tornà ben aviat per haver finit aquella guerra. El 1864 passà a Santo Domingo amb el grau de comandant, i el 16 de maig, en atacar les posicions enemigues immediates a Monte Christi, fou ferit, i recompensat amb el grau de tinent coronel.
El 1865 es traslladà a Cuba, on fou nomenat comandant militar de San Juan de los Remedios (1866) i agraciat amb la creu senzilla de San Hermenegildo. Acabava d'esclatar a Cuba la insurrecció, i en aquesta guerra cruel Moreno del Villar va contraure els seus millors mèrits. Seria molt llarg seguir pas a pas tots els seus fets militars. El 1868 fou greument ferit en el pas del Salado, assolint el grau de tinent coronel i la creu de segona classe del Mèrit Militar, ingressant en l'hospital de l'Havana per guarir les seves ferides, des d'on sortí, a penes restablert, a principis del 1869, per a retornar a Remedios. Seguí combatin brillantment fins a mitjans de 1872 en que, pacificat el territori de Cinco Villas i ressentint-se encara de les seves ferides, aconseguí sis mesos de llicència per la Península amb l'objecte de restablir-se.
El 1870 ja tenia el grau de coronel i durant la seva llicència ascendí a coronel efectiu. La guerra civil restava llavors més acarnissada que mai. Els carlistes, atrinxerats en el Nord, amenaçaven Bilbao, la seva alliberació era qüestió de vida o mort. Domingo Moriones i Murillo havia fracassat a San Pedro Abanto; Serrano, que prengué el comandament suprem, comprengué la necessitat d'un últim esforç, i en conseqüència es formà un 3r cos d'exèrcit el comandament del qual es confià al general marquès del Duero. Moreno del Villar, que havia marxat a Cuba per segona vegada (1873) i retornat aquell mateix any, fou destinat l'abril de 1874 al tercer cos d'exèrcit, una de les quals divisions menava el general Martínez Campos el qual li confià mitja brigada. El seu valent comportament en aquelles jornades memorables li valgué la faixa el 9 de setembre.
Proclamat rei Alfons XII el gener de 1875, Moreno del Villar fou nomenat ajudant de camp del rei, que marxava a reunir-se amb l'exèrcit del Nord. Prengué part en diverses accions, i el 7 de juny fou nomenat cap de la cavalleria de l'Ebre, que operava a l'Aragó i Catalunya, fent tota la campanya fins a restar acabada la guerra en el Centre. Immediatament fou destinat a comandar una brigada de l'exèrcit de les províncies del Nord, úniques que encara sostenien la guerra. Acabada aquesta amb la rendició de Lizarra, tornà Moreno del Villar amb el rei, del qual seguia sent ajudant, mereixent pels seus rellevants serveis l'ascens a mariscal de camp. El 1877 fou nomenat conseller del Suprem de Guerra, el 1878 comandant general de la Primera Divisió de l'exèrcit de Castella la Nova, el 1880 segon caporal de la Capitania General de les Filipines. Tornat a Espanya el 1883, fou nomenat als pocs mesos comandant general de la divisió de cavalleria de Castella la Nova, en qualitat del qual reprimí, sufocà i feu avortar l'intent del brigadier Manuel Villacampa (19 de setembre de 1886), al que perseguí i feu presoner.
Poc temps després fou promogut a tinent general. El 1887 fou nomenat inspector general de revistes, passant el 1888 a la Capitania General d'Aragó.
Posseïa les medalles d'Àfrica, Cuba, Bilbao, Alfons XII i guerra civil; les creus senzilles de San Hermenegildo, una blanca i tres vermelles del Mèrit Militar de segona classe, una altra de tercera, les grans creus de San Hermenegildo, blanca i vermella del Mèrit Militar, sent, a més, oficial de l'orde de Sant Maurici i Sant Llàtzer.